# Elementi del francobollo

## Nazione
I francobolli sono emessi da una amministrazione postale che, nella maggior parte dei casi, fa riferimento a uno Stato.
Ma non tutti i francobolli sono emessi da stati: esistono infatti francobolli emessi da amministrazioni locali, colonie, occupazioni militari (che sovrastampano francobolli emessi da altri per la necessità di velocizzare il processo di stampa) o da organizzazioni internazionali, come l'ONU, che, in accordo con le nazioni aderenti, stipulando accordi bilaterali fanno viaggiare i propri francobolli.
Il nome dell'ente che emette un francobollo non sempre viene scritto per esteso. A volte infatti si trovano solo le iniziali (ad esempio la Francia: RF, che sta per République française), un simbolo sostitutivo (per lo Stato Pontificio, lo stemma), o il profilo del monarca (p.e. Gran Bretagna).

## Valore
Il valore nominale di un francobollo corrisponde all'importo pagato per inoltrare la corrispondenza (esclusi i francobolli di beneficenza) e nella maggior parte dei casi è scritto sul francobollo in lettere o in numeri. Può capitare che il valore venga stampato dalla macchinetta distributrice, su francobolli automatici, su affrancature meccaniche, o su indicazione del mittente.
Esistono anche altre modalità di affrancatura che non necessitano dell'indicazione diretta del valore, come la dicitura della tariffa (secondo porto), che permette di spedire il francobollo anche in caso di variazione del valore della stessa. Un metodo simile utilizza un colore abbinato alla tariffa in modo da evitare l'indicazione di valore (ad esempio i francobolli di colore rosso sono utilizzati per le spedizioni in primo porto interno).

## Stampa
I metodi di stampa per produrre i francobolli sono numerosi e difficili da distinguere tra di loro avendo il solo francobollo come fonte di informazione.
- Litografia
- Offset
- Serigrafia
- Stampa a rilievo (Rilievografia)
- Stampa tipografica
- Calcografia
- Rotocalcografia
- Fotocalcografia

## Dentellatura
La dentellatura è composta da file di piccoli fori o taglietti applicati tra i francobolli per facilitarne la separazione. I primi francobolli non erano dentellati e dovevano essere separati con le forbici; anche al giorno d'oggi esistono francobolli con lati non dentellati (anche solo uno dei lati) o senza dentellatura.
Esistono anche dentellature con inseriti tagli particolari: in alcuni francobolli inglesi vi è un taglio ovale sui due lati lunghi del francobollo, in alcuni francobolli argentini vi è un taglio a stella ed esistono anche francobolli con dentellatura a zig-zag o con perforature parallele ai lati (p.e. Sudafrica e Perù).

### Categorie di provenienza dei francobolli
- Francobollo da fogli (o da minifogli)
- Francobollo da bobina (distributori automatici di francobolli)
- Francobollo da libretto (dentellati, non dentellati, con aggiunta di bande di fosforo (UK) o senza bande di fosforo)

### Categorie di realizzazione dei francobolli
- Francobollo dentellato (il maggior numero di francobolli emessi al mondo)
- Francobollo non dentellato (senza la dentellatura)
- Francobollo autoadesivo (che reca già al verso la colla, pregommato)
- Francobollo automatico (realizzato dalle macchinette distributrici di francobolli)

### Tecniche per la realizzazione delle dentellature
- Dentellatura lineare: realizzata con una fila sola di punzoni. Crea irregolarità negli angoli dei francobolli.
- Dentellatura a pettine: il punzone fora contemporaneamente tre lati del francobollo. Il lato mancante viene forato dalla battuta successiva. Si possono creare discontinuità tra una battuta e l'altra.
- Dentellatura a blocco: il punzone fora in contemporanea tutti i quattro lati del francobollo, non ci sono discontinuità tra i dentelli.

Un forte spostamento (almeno un 15%) della dentellatura determina una possibile rarità di un francobollo.

## Fluorescenza e fosforescenza
Questi due processi di stampa rendono il francobollo visibile agli "occhi" delle macchine annullatrici automatiche. La lampada di Wood irradia raggi ultravioletti che colpiscono il francobollo, e la radiazione che esso riflette dà il colore alla fluorescenza o alla fosforescenza.
Le sostanze chimiche fluorescenti o fosforescenti possono essere inserite nell'impasto della carta (risulterà fluorescente anche il retro del francobollo) o come colore aggiunto (risulterà fluorescente solo la parte colorata).
Eventuali additivi chimici possono essere inseriti anche nell'inchiostro.

## Filigrana
La filigrana è usata per evitare possibili falsificazioni del valore postale. Viene impressa prima della stampa durante la fase di realizzazione del foglio
È stata adottata da quasi tutti gli stati e ne sono state create di diversi tipi: l'Argentina ha utilizzato una filigrana con il sole in un disegno geometrico, la Gran Bretagna ha utilizzato una filigrana con le iniziali dei Re, l'Italia (oltre che la "ruota alata" nelle sue tre tipologie) l'India e la Nuova Zelanda hanno adottato per un certo periodo la stella a cinque punte (singola o multipla).
Esistono alcune varietà di filigrana che sono originate al momento dell'errato inserimento del foglio nel rullo di stampa, come filigrana capovolta o coricata, esemplari con una parte di filigrana o filigrana assente, lettere di divisione del foglio.
In Italia e San Marino per esempio, una varietà tipica è detta "filigrana lettere", che si riscontra specie nei francobolli siti nel bordo del foglio, sui quali in verticale era impressa la dicitura "REPUBBLICA ITALIANA". Si conoscono francobolli con filigrana lettere del Regno d'Italia, Luogotenenza e Repubblica italiana, nonché alcuni esemplari della Repubblica Sociale con filigrana corona dei Monumenti distrutti (rari).
È ormai stata abbandonata come sistema antifalsificazione.

## Carta
Come dato in comune quasi tutte sono carte filigranate, ma nel loro modo di essere realizzate hanno delle particolari caratteristiche, anche se stampate da cartiere o stamperie diverse.
Carte di uso antico
- Carta a mano (Antichi Stati)
- Carta a macchina
- Carta costolata o a coste verticali o orizzontali (Antichi Stati)
- Carta di grande consumo (Francia)

Carte usate in tutti i periodi
- Carta bianca o normale
- Carta fluorescente (dal 1960 la norma di tutti i francobolli emessi al mondo, ma presente dalla fine degli anni '50). Può avere fluorescenza gialla, bianca o rosa.
- Carta brillante (che alla luce ultravioletta da una lucentezza biancastra)
- Carta azzurrata (che dà sull'azzurro)
- Carta colorata (in azzurro scuro, verde, rosa, giallo, grigio o nero)
- Carta gessata (spessore maggiorato e colore molto bianco della carta, a volte è una varietà)
- Carta lucida
- Carta patinata
- Carta goffrata (con micro righe verticali al recto, tipica di Svizzera e Liechtenstein)
- Carta fosforizzata (UK e paesi anglosassoni)
- Carta porosa
- Carta di riso (prevalentemente in Giappone e Cina)
- Carta oleosa (varietà, francobolli antichi o moderni ad esempio il francobollo italiano dedicato a Collodi nel 1954)
- Carta vergata (Tipo normale di carta rigata al recto, che è anche a volte varietà, come in Italia nel periodo repubblicano)
- Carta ricongiunta (varietà importante, data dal ricongiungimento di due fogli con una striscia di carta. È rara).

Inoltre la stampa dei francobolli è stata fatta sui seguenti supporti gommati:
- Seta
- Legno
- Tessuto (merletto)
- Lamina d'argento
- Lamina d'oro

Particolari sono le emissioni "profumate", tra cui quella della Svizzera e della Francia con odore di cioccolata.

## Bordo del foglio
Pur non facendo parte del francobollo, il bordo del foglio può essere importante per distinguere le varie tirature dell'emissione. Ad esempio, la prima emissione ordinaria dentellata del Regno d'Italia con l'effigie di Re Vittorio Emanuele II, esiste con i numeri di tavola sul bordo, diversi a seconda delle due tirature (di Londra e di Torino).
Inoltre sul bordo si possono trovare delle vignette, che in coppia col vicino francobollo, fanno ottenere un discreto punteggio di rarità a quel preciso esemplare.
Molti paesi utilizzano il bordo per scrivere informazioni, pubblicità, avvenimenti e messaggi della posta. In particolare Israele è solito stampare i propri francobolli con appendice sul bordo, creando uno stile proprio.